# Massacre de Halabja
O ataque com gás venenoso em Halabja (em curdo: Kîmyabarana Helebce), também conhecido como massacre de Halabja ou sexta-feira sangrenta, foi um incidente que ocorreu em 16 de março de 1988, durante o encerramento da Guerra Irã-Iraque, quando foram utilizadas armas químicas pelas forças do governo iraquiano na cidade curda de Halabja, no Curdistão iraquiano.
O ataque matou entre 3.200 e 5.000 pessoas e feriu cerca de 7.000 e mais 10.000, a maioria civis; milhares morreram de complicações e doenças congênitas nos anos depois do ataque. O incidente, que foi oficialmente definido como um ato de genocídio contra o povo curdo no Iraque, foi e ainda continua sendo o maior ataque de armas químicas contra uma área com população civil na história.
O ataque em Halabja foi reconhecido como um evento separado do Genocídio Anfal, que também foi levado a cabo contra o povo curdo pelo regime iraquiano de Saddam Hussein. O Alto Tribunal Penal iraquiano reconheceu o massacre de Halabja, como ato de genocídio em 1 de março de 2010, uma decisão bem acolhida pelo Governo Regional do Curdistão. O ataque também foi condenado como um crime contra a humanidade pelo Parlamento do Canadá.